# Buchiidae
Buchiidae zijn een uitgestorven familie van tweekleppigen uit de orde Pectinida.